# Anomis leona
Anomis leona là một loài bướm đêm trong họ Erebidae.